# Neuroquetídeos
Neuroquetídeos (Neurochaetidae) é uma família pertencente à ordem Diptera.
Géneros:
- Antoclusia Hennig, 1965
- Neurochaeta McAlpine, 1978
- Neurocytta McAlpine, 1988
- Neurotexis McAlpine, 1988
- Nothoasteia Malloch, 1936